# Achun
 Achun  es una población y comuna francesa, en la región de Borgoña-Franco Condado, departamento de Nièvre, en el distrito de Ville de Château-Chinon y cantón de Châtillon-en-Bazois.

## Demografía
| 278 | 279 | 201 | 177 | 174 | 170 |
| Para los censos de 1962 a 1999 la población legal corresponde a la población sin duplicidades (Fuente: INSEE [Consultar]) |     |     |     |     |     |